# Pedro Saavedra Brito
El general Pedro Saavedra Brito fue un militar mexicano que participó en la Revolución mexicana. Nació en San Gaspar, cerca de Zumpahuacán, Estado de México, el 29 de junio de 1899, siendo hijo de Cayetano Saavedra y de Antonia Brito. En 1911 se levantó en armas encabezando a un grupo de hombres de su región. Al proclamarse el Plan de Ayala se declaró partidario de la causa zapatista, y en marzo de 1912 Zapata le dio el grado de coronel de caballería. Operó contra Francisco I. Madero y contra Victoriano Huerta en la zona suroeste del estado de Morelos, entre Tetecala y Puente de Ixtla. En julio de 1914 participó en el sitio de Cuautla. Durante la lucha contra el carrancismo se mantuvo fiel al movimiento suriano. A la muerte de Emiliano Zapata fue uno de los jefes que firmaron el manifiesto que llamó a la continuación de la obra y lucha de Emiliano Zapata. En 1920 se adhirió al movimiento de Agua Prieta; al triunfo de éste se incorporó al Ejército Mexicano, donde se le reconoció el grado de general de división, siendo incorporado a la Segunda División del Sur, comandada por el general Gildardo Magaña Cerda. Murió asesinado cerca de su pueblo natal, el 14 de abril de 1933.